# Château-Gaillard
Château-Gaillard es una comuna francesa situada en el departamento de Ain, de la región de Auvernia-Ródano-Alpes.

## Demografía
| 428 | 439 | 698 | 832 | 1 027 | 1 370 | 1 605 | 1 760 | 1 940 | 2 195 |
| Para los censos de 1962 a 1999 la población legal corresponde a la población sin duplicidades (Fuente: INSEE [Consultar]) |     |     |     |       |       |       |       |       |       |